# 杨慧珠
杨慧珠（1957年—），贵州松桃人，生于台湾，汉族，中华人民共和国学者、政治人物，清华大学教授，第十一届全国人民代表大会新疆地区代表。

## 生平
1977年毕业于台湾新竹國立清華大學。1984年毕业于美国加州大学柏克利分校动力机械专业。2008年，担任全国人大外事委员会委员、全国台联理事、清华大学地震波勘探开发联合研究所所长。